# Зої Бейкер
Зої Бейкер (англ. Zoë Baker, 29 лютого 1976) — новозеландська плавчиня.
Призерка Чемпіонату світу з водних видів спорту 2001, 2003 років.
Призерка Чемпіонату світу з плавання на короткій воді 2002 року.
Призерка Чемпіонату Європи з водних видів спорту 1999, 2000 років.
Чемпіонка Європи з плавання на короткій воді 1999 року.
Переможниця Ігор Співдружності 2002 року.